# Mus phillipsi
Mus phillipsi (Wroughton, 1912) è un roditore della famiglia dei Muridi diffuso in India.

## Descrizione

### Dimensioni
Roditore di piccole dimensioni, con la lunghezza della testa e del corpo tra 79 e 89 mm, la lunghezza della coda tra 56 e 64 mm, la lunghezza del piede tra 14 e 16 mm e la lunghezza delle orecchie tra 12 e 14 mm.

### Aspetto
La pelliccia è cosparsa di peli spinosi grigio-argentati con la punta marrone scura. Le parti superiori sono grigio-brunastre, mentre le parti ventrali e le zampe sono bianche. La coda è più corta della testa e del corpo, è ricoperta di peli, grigio-brunastra sopra e più chiara sotto. Le femmine hanno un paio di mammelle pettorali, 2 paia addominali e 2 paia inguinali.

## Biologia

### Comportamento
È una specie notturna e terricola.

## Distribuzione e habitat
Questa specie è diffusa negli stati indiani del Gujarat centrale, Madhya Pradesh e Rajasthan meridionali; Maharashtra orientale, Chhattisgarh occidentale, Andhra Pradesh occidentale, Karnataka orientale e Tamil Nadu nord-occidentale.
Vive nelle foreste spinose tropicali e sub-tropicali, nelle praterie con scarsa vegetazione, nelle boscaglie, arbusteti, e aree rocciose tra 500 e 1.500 metri di altitudine.

## Conservazione
La IUCN Red List, considerato il vasto areale, la popolazione numerosa, la presenza in diverse aree protette e la tolleranza al degrado ambientale, classifica M.phillipsi come specie a rischio minimo (Least Concern).